# Saint-Frajou
Saint-Frajou é uma comuna francesa na região administrativa de Occitânia, no departamento de Alta Garona. Estende-se por uma área de 16,61 km². Em 2010 a comuna tinha 218 habitantes (densidade: 13,1 hab./km²).